# Cincinnati Masters 2008

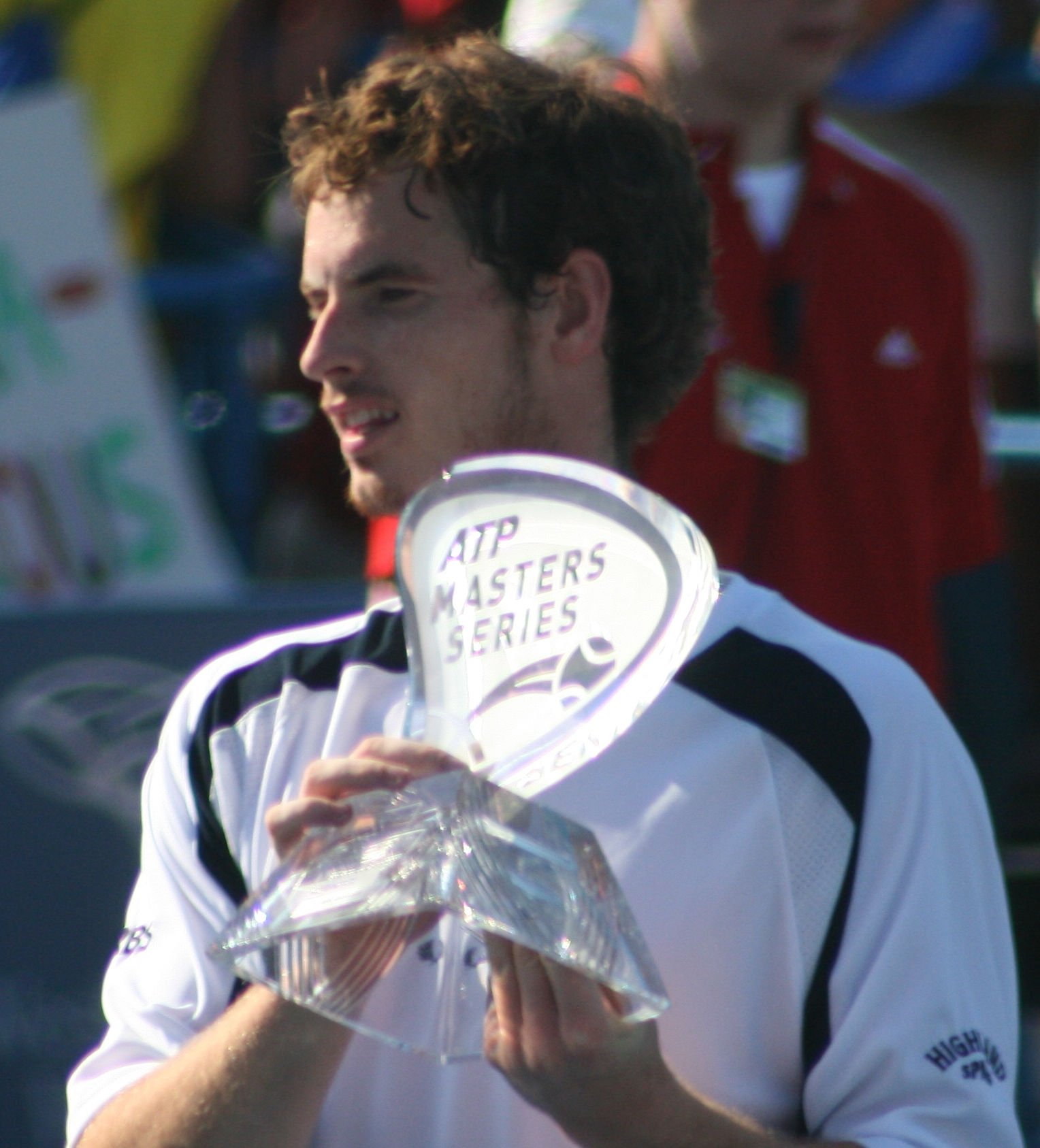
Herrsingelmästaren Andy Murray presenteras med Masters-trofén

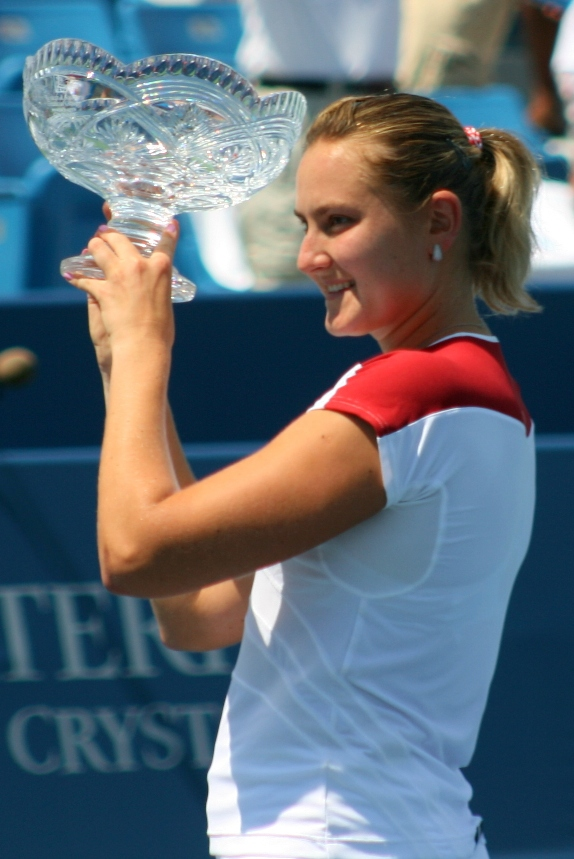
Nadia Petrova vann titeln, genom att besegra Nathalie Dechy från Frankrike.

Cincinnati Masters 2008 var en tennisturnering som spelades utomhus på hardcourt nära Cincinnati i USA. Det var den 107:e upplagan av turneringen och den var en del av ATP Masters Series på ATP-touren, och Tier III-serien på WTA-touren. Herrarna spelade mellan 26 juli och 3 augusti, och damerna mellan 9 och 17 augusti.

## Mästare

### Herrsingel
Andy Murray besegrade  Novak Djokovic, 7–6(4), 7–6(5)
- Det var Murrays tredje titel för året och hans sjätte totalt. Det var hans första Masters-titel.

### Damsingel
Nadia Petrova besegrade  Nathalie Dechy, 6–2, 6–1
- Det var Petrovas första titel för året och den åttonde totalt.

### Herrdubbel
Bob Bryan /  Mike Bryan besegrade  Jonathan Erlich /  Andy Ram, 4–6, 7–6(2), 10–7

### Damdubbel
Maria Kirilenko /  Nadia Petrova besegrade  Su-wei Hsieh /  Jaroslava Sjvedova, 6–3, 4–6, 10–8